# Kasteel van Saint-Germain (Dordogne)
Het Kasteel van Saint-Germain (Frans: Château de Saint-Germain) is een kasteel in de Franse gemeente Gaugeac. Het kasteel is een beschermd historisch monument sinds 1984.